# Orveau
Pour les articles ayant des titres homophones, voir Orvaux et Orvault.
Pour l’article homonyme, voir Orveau-Bellesauve.
Orveau (prononcé [ɔʁvo] ) est une commune française située  dans le département de l'Essonne en région Île-de-France.
Ses habitants sont appelés les Orvallois.

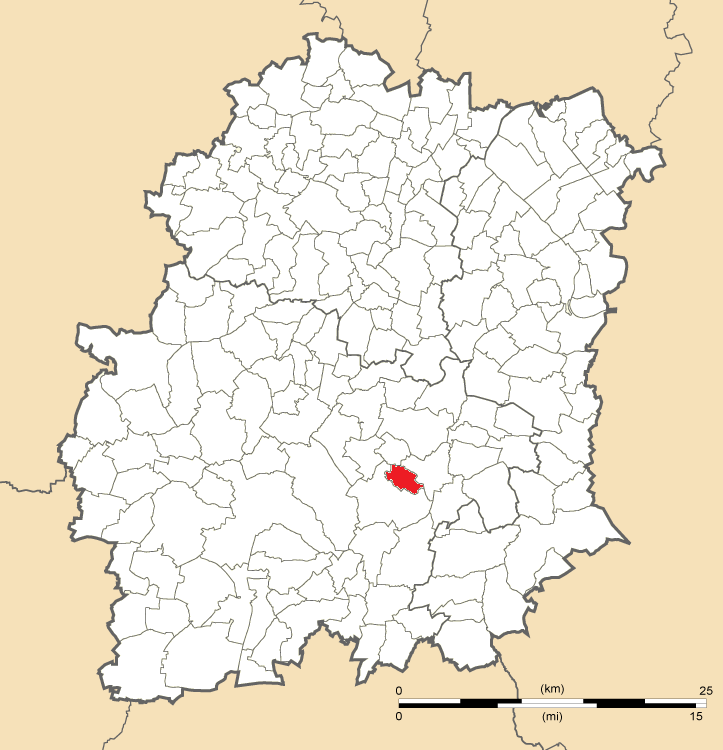
Position d’Orveau en Essonne.

## Géographie

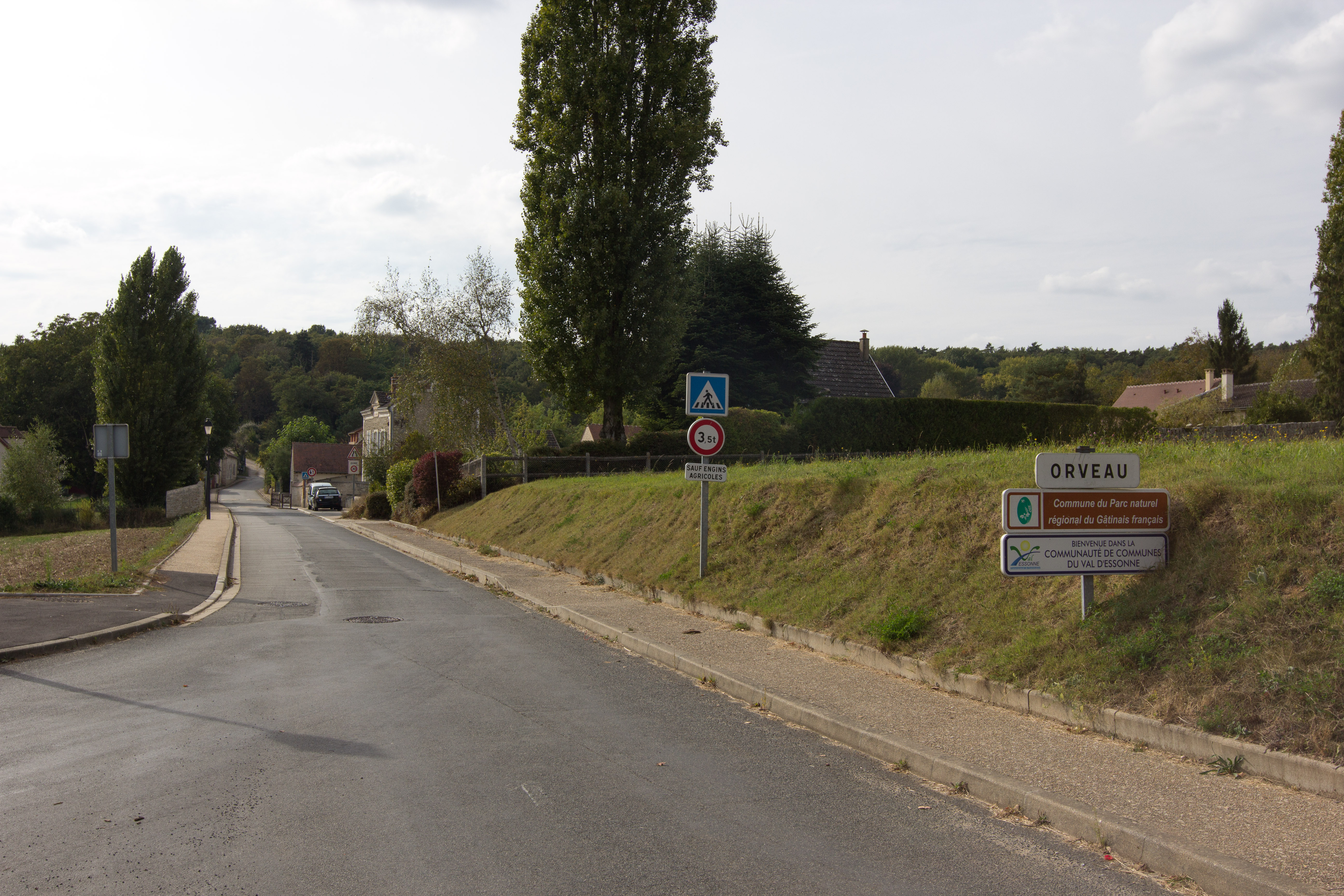
Entrée est d'Orveau.

### Situation
Orveau est située à quarante-six kilomètres au sud-ouest de Paris-Notre-Dame, point zéro des routes de France, vingt-quatre kilomètres au sud-ouest d'Évry, dix kilomètres à l'est d'Étampes, six kilomètres au sud-ouest de La Ferté-Alais, quatorze kilomètres au nord-ouest de Milly-la-Forêt, seize kilomètres au sud-est d'Arpajon, vingt-deux kilomètres au sud-est de Montlhéry, vingt-trois kilomètres au sud-ouest de Corbeil-Essonnes, vingt-trois kilomètres au sud-est de Dourdan, trente kilomètres au sud-est de Palaiseau.

### Communes limitrophes
| Boissy-le-Cutté |          | D'Huison-Longueville |
|                 | Orveau   |                      |
|                 | Bouville |                      |

### Lieux-dits et écarts
La commune compte 57 lieux-dits administratifs répertoriés consultables ici.

### Hydrographie
Il n'existe aucun réseau hydrographique de surface.
Comme dans beaucoup de villages de Beauce, une mare y est conservée en état.

### Voies de communication et transports
Le sentier de grande randonnée GR 1 passe sur le territoire de la commune, venant de D'Huison-Longueville et partant vers Boissy-le-Cutté.

### Climat
Pour des articles plus généraux, voir Climat de l'Île-de-France et Climat de l'Essonne.
En 2010, le climat de la commune est de type climat océanique dégradé des plaines du Centre et du Nord, selon une étude du CNRS s'appuyant sur une série de données couvrant la période 1971-2000. En 2020, Météo-France publie une typologie des climats de la France métropolitaine dans laquelle la commune est exposée à un climat océanique altéré et est dans la région climatique Sud-ouest du bassin Parisien, caractérisée par une faible pluviométrie, notamment au printemps (120 à 150 mm) et un hiver froid (3,5 °C).
Pour la période 1971-2000, la température annuelle moyenne est de 11,2 °C, avec une amplitude thermique annuelle de 15,3 °C. Le cumul annuel moyen de précipitations est de 653 mm, avec 10,3 jours de précipitations en janvier et 7,7 jours en juillet. Pour la période 1991-2020, la température moyenne annuelle observée sur la station météorologique la plus proche, située sur la commune de Courdimanche-sur-Essonne à 7 km à vol d'oiseau, est de 11,6 °C et le cumul annuel moyen de précipitations est de 594,8 mm,. Pour l'avenir, les paramètres climatiques de la commune estimés pour 2050 selon différents scénarios d'émission de gaz à effet de serre sont consultables sur un site dédié publié par Météo-France en novembre 2022.

## Urbanisme

### Typologie
Au 1er janvier 2024, Orveau est catégorisée commune rurale à habitat dispersé, selon la nouvelle grille communale de densité à sept niveaux définie par l'Insee en 2022.
Elle est située hors unité urbaine. Par ailleurs la commune fait partie de l'aire d'attraction de Paris, dont elle est une commune de la couronne,. Cette aire regroupe 1 929 communes,.

### Occupation des solssimplifiée
Le territoire de la commune se compose en 2017 de 93,42 % d'espaces agricoles, forestiers et naturels, 2,83 % d'espaces ouverts artificialisés et 3,74 % d'espaces construits artificialisés

## Toponymie
Formée sur aurea, « or », et vallis, « vallée ».
L'origine du nom du lieu est peu connue. La commune fut créée en 1793 avec son nom actuel.

## Politique et administration

### Politique locale
La commune d'Orveau est rattachée au canton d'Étampes, à l'arrondissement d’Étampes et à la deuxième circonscription de l'Essonne.
La commune d'Orveau est enregistrée au répertoire des entreprises sous le code SIREN 219 104 734. Son activité est enregistrée sous le code APE 8411Z.

### Tendances et résultats politiques
Élections présidentielles, résultats des deuxièmes tours :
- Élection présidentielle de 2002 : 84,21 % pour Jacques Chirac (RPR), 15,79 % pour Jean-Marie Le Pen (FN), 82,61 % de participation[29].
- Élection présidentielle de 2007 : 58,33 % pour Nicolas Sarkozy (UMP), 41,67 % pour Ségolène Royal (PS), 87,95 % de participation[30].
- Élection présidentielle de 2012 : 64,08 % pour Nicolas Sarkozy (UMP), 35,92 % pour François Hollande (PS), 85,96 % de participation[31].

Élections législatives, résultats des deuxièmes tours :
- Élections législatives de 2002 : 74,16 % pour Franck Marlin (UMP), 25,84 % pour Gérard Lefranc (PCF), 68,12 % de participation[32].
- Élections législatives de 2007 : 62,04 % pour Franck Marlin (UMP) élu au premier tour, 11,11 % pour Marie-Agnès Labarre (PS), 65,09 % de participation[33].
- Élections législatives de 2012 : 68,04 % pour Franck Marlin (UMP), 31,96 % pour Béatrice Pèrié (PS), 55,87 % de participation[34].

Élections européennes, résultats des deux meilleurs scores :
- Élections européennes de 2004 : 19,44 % pour Patrick Gaubert (UMP), 15,28 % pour Harlem Désir (PS), 49,68 % de participation[35].
- Élections européennes de 2009 : 37,33 % pour Michel Barnier (UMP), 10,67 % pour Daniel Cohn-Bendit (Europe Écologie), Harlem Désir (PS), Omar Slaouti (NPA), 45,20 % de participation[36].

Élections régionales, résultats des deux meilleurs scores :
- Élections régionales de 2004 : 44,44 % pour Jean-François Copé (UMP), 39,81 % pour Jean-Paul Huchon (PS), 75,34 % de participation[37].
- Élections régionales de 2010 : 60,00 % pour Valérie Pécresse (UMP), 40,00 % pour Jean-Paul Huchon (PS), 47,70 % de participation[38].

Élections cantonales, résultats des deuxièmes tours :
- Élections cantonales de 2001 : données manquantes.
- Élections cantonales de 2008 : 60,78 % pour Guy Gauthier (UMP), 39,22 % pour Élisabeth Blond (PS), 67,28 % de participation[39].

Élections municipales, résultats des deuxièmes tours :
- Élections municipales de 2001 : données manquantes.
- Élections municipales de 2008 : 99 voix pour Brigitte Dorlet (?), 98 voix pour Bruno Douriez (?), 87,06 % de participation[40].

Référendums :
- Référendum de 2000 relatif au quinquennat présidentiel : 63,83 % pour le Oui, 36,17 % pour le Non, 42,54 % de participation[41].
- Référendum de 2005 relatif au traité établissant une Constitution pour l'Europe : 53,91 % pour le Oui, 46,09 % pour le Non, 75,00 % de participation[42].

## Population et société

### Démographie

#### Évolution démographique
L'évolution du nombre d'habitants est connue à travers les recensements de la population effectués dans la commune depuis 1793. Pour les communes de moins de 10 000 habitants, une enquête de recensement portant sur toute la population est réalisée tous les cinq ans, les populations de référence des années intermédiaires étant quant à elles estimées par interpolation ou extrapolation. Pour la commune, le premier recensement exhaustif entrant dans le cadre du nouveau dispositif a été réalisé en 2005.

En 2022, la commune comptait 145 habitants, en évolution de −26,02 % par rapport à 2016 (Essonne : +2,89 %, France hors Mayotte : +2,11 %).
| 1793 | 1800 | 1806 | 1821 | 1831 | 1836 | 1841 | 1846 | 1851 |
| ---- | ---- | ---- | ---- | ---- | ---- | ---- | ---- | ---- |
| 121  | 141  | 144  | 147  | 147  | 155  | 141  | 126  | 113  |

| 1856 | 1861 | 1866 | 1872 | 1876 | 1881 | 1886 | 1891 | 1896 |
| ---- | ---- | ---- | ---- | ---- | ---- | ---- | ---- | ---- |
| 119  | 133  | 132  | 119  | 120  | 115  | 123  | 117  | 122  |

| 1901 | 1906 | 1911 | 1921 | 1926 | 1931 | 1936 | 1946 | 1954 |
| ---- | ---- | ---- | ---- | ---- | ---- | ---- | ---- | ---- |
| 136  | 110  | 122  | 100  | 108  | 141  | 103  | 82   | 82   |

| 1962 | 1968 | 1975 | 1982 | 1990 | 1999 | 2005 | 2006 | 2010 |
| ---- | ---- | ---- | ---- | ---- | ---- | ---- | ---- | ---- |
| 90   | 102  | 109  | 104  | 136  | 183  | 198  | 205  | 197  |

| 2015 | 2020 | 2022 | - | - | - | - | - | - |
| ---- | ---- | ---- | - | - | - | - | - | - |
| 197  | 155  | 145  | - | - | - | - | - | - |

#### Pyramide des âges
En 2018, le taux de personnes d'un âge inférieur à 30 ans s'élève à 29,7 %, soit en dessous de la moyenne départementale (39,9 %). De même, le taux de personnes d'âge supérieur à 60 ans est de 18,7 % la même année, alors qu'il est de 20,1 % au niveau départemental.
En 2018, la commune comptait 91 hommes pour 89 femmes, soit un taux de 50,56 % d'hommes, légèrement supérieur au taux départemental (48,98 %).
Les pyramides des âges de la commune et du département s'établissent comme suit.
| Hommes | Classe d’âge | Femmes |
| ------ | ------------ | ------ |
| 0,0    | 90 ou +      | 0,0    |
| 1,3    | 75-89 ans    | 3,9    |
| 17,9   | 60-74 ans    | 14,3   |
| 30,8   | 45-59 ans    | 32,5   |
| 15,4   | 30-44 ans    | 24,7   |
| 15,4   | 15-29 ans    | 6,5    |
| 19,2   | 0-14 ans     | 18,2   |

| Hommes | Classe d’âge | Femmes |
| ------ | ------------ | ------ |
| 0,5    | 90 ou +      | 1,4    |
| 5,4    | 75-89 ans    | 7,2    |
| 12,9   | 60-74 ans    | 13,9   |
| 20     | 45-59 ans    | 19,4   |
| 19,9   | 30-44 ans    | 20,1   |
| 20     | 15-29 ans    | 18,2   |
| 21,3   | 0-14 ans     | 19,8   |

### Enseignement
Les élèves d'Orveau sont rattachés à l'académie de Versailles. La commune ne dispose pas sur son territoire d'école élémentaire publique. les enfants d'orveau sont rattachés à l'ecole élémentaire de d'Huison Longueville.

### Sports
Un centre équestre est présent sur la commune: Les Ecuries de la Boissière. Des concours d'élevage ainsi que des concours amateurs et poneys y sont organisés tout au long de l'année. En 2014, ce centre a organisé les championnats départementaux d'équitation.

### Lieux de culte
La paroisse catholique d'Orveau est rattachée au secteur pastoral de Milly-la-Forêt et au diocèse d'Évry-Corbeil-Essonnes. Elle dispose de l'église Notre-Dame-du-Bon-Secours.

### Médias
L'hebdomadaire Le Républicain relate les informations locales. La commune est en outre dans le bassin d'émission des chaînes de télévision France 3 Paris Île-de-France Centre, IDF1 et Téléssonne intégré à Télif.

## Économie
- Exploitations agricoles.

### Emplois, revenus et niveau de vie en 2006
En 2006, le revenu fiscal médian par ménage était de 20 569 €, ce qui plaçait la commune au 2 578e rang parmi les 30 687 communes de plus de cinquante ménages que compte le pays et au cent quarante-neuvième rang départemental.
| Répartition des emplois par catégories socioprofessionnelles en 2006. |              |                                           |                                                   |                            |                          |                           |
|                                                                       | Agriculteurs | Artisans, commerçants, chefs d’entreprise | Cadres et professions intellectuelles supérieures | Professions intermédiaires | Employés                 | Ouvriers                  |
| Orveau                                                                | -            | -                                         | -                                                 | -                          | -                        | -                         |
| Zone d’emploi d’Évry                                                  | 0,3 %        | 4,0 %                                     | 20,2 %                                            | 29,6 %                     | 28,2 %                   | 17,7 %                    |
| Moyenne nationale                                                     | 2,2 %        | 6,0 %                                     | 15,4 %                                            | 24,6 %                     | 28,7 %                   | 23,2 %                    |
| Répartition des emplois par secteurs d’activités en 2006.             |              |                                           |                                                   |                            |                          |                           |
|                                                                       | Agriculture  | Industrie                                 | Construction                                      | Commerce                   | Services aux entreprises | Services aux particuliers |
| Orveau                                                                | -            | -                                         | -                                                 | -                          | -                        | -                         |
| Zone d’emploi d’Évry                                                  | 0,9 %        | 13,5 %                                    | 5,4 %                                             | 14,6 %                     | 16,2 %                   | 6,9 %                     |
| Moyenne nationale                                                     | 3,5 %        | 15,2 %                                    | 6,4 %                                             | 13,3 %                     | 13,3 %                   | 7,6 %                     |
| Sources : Insee,                                                      |              |                                           |                                                   |                            |                          |                           |

## Culture locale et patrimoine

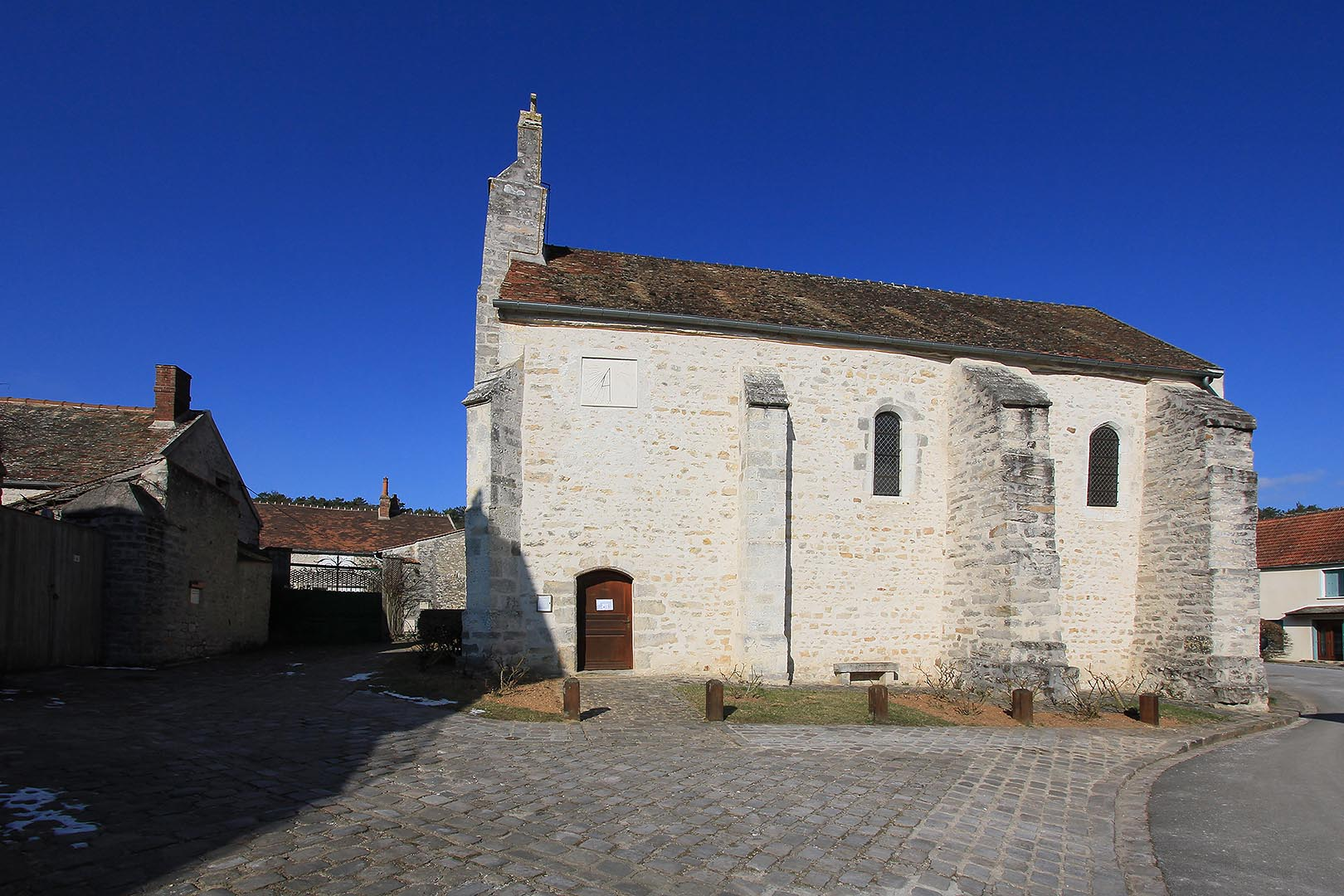
L'église d'Orveau.

### Patrimoine environnemental
La commune fait partie du Parc naturel régional du Gâtinais français.
Les bois entourant le bourg et la carrière géologique au sud-est ont été recensés au titre des espaces naturels sensibles par le conseil départemental de l'Essonne.

### Patrimoine architectural
L'église Notre-Dame-de-Bon-Secours (ou église de la Nativité),  Inscrite MH (1965,  inscription par arrêté du 19 octobre 1965),.

### Personnalités liées à la commune
- Roger Kahane (1932-2013), réalisateur français, est inhumé au cimetière d'Orveau, où il était domicilié.
- Jean-Pierre Kahane (1926-2017), mathématicien  français, académicien, frère de Roger Kahane.
- Ernest Kahane (1903-1996), biochimiste français, père de Roger, André et Jean-Pierre Kahane, a acheté une maison de famille à Orveau dans les années trente.

### Orveau dans les arts et la culture
- Orveau a servi de lieu de tournage au film Le Candidat de Niels Arestrup sorti en 2007[59],[60].